# Politique étrangère de la Jordanie

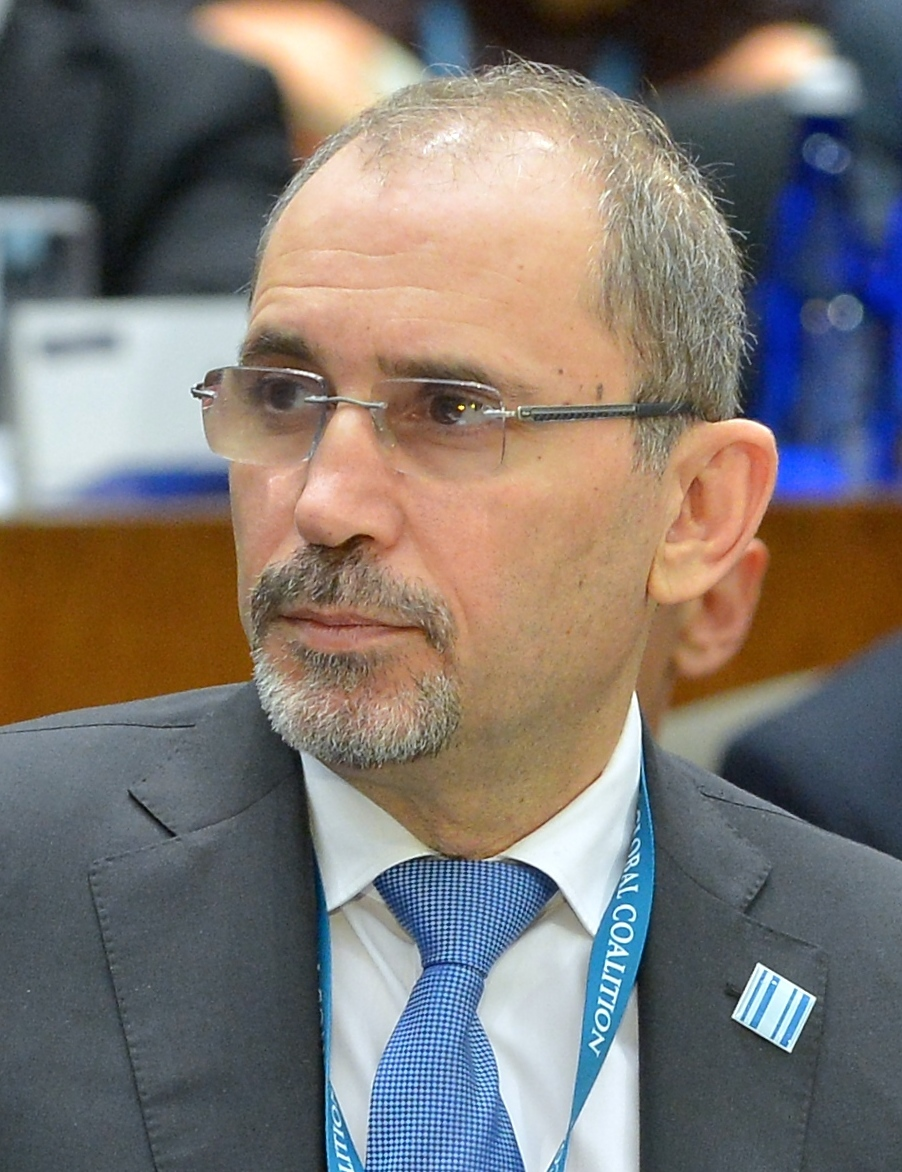
Ayman Safadi, Chef de la diplomatie jordanienne depuis le 15 janvier 2017

La politique étrangère de la Jordanie désigne l'ensemble des liens diplomatiques entretenus par le Royaume hachémite de Jordanie depuis son indépendance en 1946. Le ministre jordanien des Affaires étrangères est Ayman Safadi depuis le 15 janvier 2017.

## Chronologie des relations

### Sous le règne du roi AbdallahIer
En 1946, le Royaume hachémite de Transjordanie est admis à l'Organisation des Nations unies et rejoint la Ligue arabe.

### Sous le règne du roi Hussein
En 1958, le Royaume fusionne avec l'Irak en un seul état fédéral, projet rapidement abandonné à la suite du changement de régime en Irak.
La Jordanie devient membre-fondateur de l'Organisation de la coopération islamique en 1969.

### Sous le règne du roi Abdallah II
Formé à l’occidentale, plus anglophone qu’arabophone, Abdallah II succède à son père en 1999 en lance la modernisation du royaume, qu'il fait adhérer à l'Organisation mondiale du commerce.et signe en octobre 2000, un traité de libre-échange avec les États-Unis. Les premiers temps s’illustrent par des privatisations massives dans des domaines-clés tels que l’électricité, l’eau ou encore les transports et l’attraction des investisseurs étrangers, dont l’arrivée dans le pays concurrence différentes catégories du secteur privé.
En juin 2023, le mariage entre le prince héritier de Jordanie Hussein ben Abdallah et de l’architecte saoudienne Rajwa al-Saïf est l'occasion pour le royaume de recevoir des représentants importants de pays alliés : les dauphins d’Abou Dhabi, du Koweït, d'Oman et de Bahreïn, ainsi que cheikha Mozah, la mère de l’émir du Qatar, Jill Biden, épouse du président américain, ou encore Ivanka Trump, fille de son prédécesseur.

## Relations avec les pays du Moyen-Orient

### Relations avec l'Irak
La Jordanie et l'Irak partagent un frontière de 181 kilomètres, ainsi que des liens historiques et culturels forts, les deux pays ayant fait partie de l'Empire ottoman avant son démantèlement après la Première Guerre mondiale.

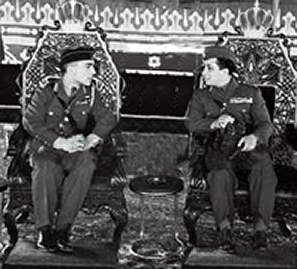
Le roi Hussein de Jordanie et son cousin Fayçal II, roi d'Irak de 1939 à 1958

En 1948, la Jordanie et l'Irak ont été avec l'Égypte les principaux contributeurs de la coalition arabe constituée contre Israël lors de la guerre israélo-arabe de 1948-1949
Le 14 février 1958, le roi Fayçal II d'Irak et son cousin le roi Hussein de Jordanie, voulurent réunir leurs deux royaumes en un seul État, la Fédération arabe d'Irak et de Jordanie. La fédération fut dissoute le 21 août 1958, après seulement cinq mois d'existence, quand l'Irak s'en est retiré après le coup d'État qui a mis fin à la monarchie irakienne. À noter d'ailleurs que c'est à la suite d'une demande d'aide militaire du roi Hussein à son cousin Fayçal II que la révolution a lieu, les unités irakiennes en route vers la Jordanie décidant de faire demi-tour dans la nuit du 13 au 14 juillet et de renverser le monarque irakien.
En 1968, l’arrivée au pouvoir du parti Baas en Irak est suivi d'un rapprochement entre l'Irak et la Jordanie, alors que les affinités entre leurs populations restent fortes. Sous le régime de Saddam Hussein, des dizaines de milliers d'étudiants jordaniens des diplômes dans des universités irakiennes grâce à des bourses offertes par l'Irak. En outre, le soutien de Saddam Hussein à la cause palestinienne est favorablement perçue par la Jordanie qui accueille de très nombreux réfugiés palestinien.
La Jordanie ne s'implique dans aucun des conflits armés de grande ampleur qui touchent l'Irak entre 1980 et 2003, mais accueille d'importantes vagues de réfugiés. En février 1990, le président irakien Saddam Hussein se rend à Amman, où il est accueilli par le roi Hussein II. L'année suivant, le roi Hussein II est l'un des rares chefs d'état arabes à ne pas intégrer la coalition internationale contre Saddam Hussein, à qui il fait part de son soutien pendant la guerre du Golfe. Devant le peuple jordanien, il dénonce des objectifs visant à « détruire l’Irak et à réorganiser la zone d’une manière bien plus dangereuse pour notre peuple que les accords Sykes-Picot ». Sa rhétorique est essentiellement populiste à l'adresse de sa population jordanienne d'origine palestinienne en grande partie acquise à Saddam Hussein et économiquement intéressée en raison de la dépendance jordanienne au pétrole irakien. Mais sur le fond, l'invasion du Koweït met le roi Hussein très en colère, il ne le pardonnera jamais à Saddam Hussein et leur dégradation se dégrade.
En 2003, son fils Abdallah II, successeur d'Hussein depuis sa mort en 1999, prend la décision contraire de soutenir l’invasion de l’Irak par les États-Unis, qui provoque le renversement et la condamnation à mort de Saddam Hussein. S'agissant de la population jordanienne, les années suivants la chute et l'exécution de Saddam Hussein, l'ancien dictateur irakien continue de susciter l'admiration de nombreux Jordaniens, qui voient en lui un héros des causes arabe et palestinienne. Alors que ses portraits et les symboles associés à son règne disparaissent, de la vie publique en Irak, son visage reste omniprésent en Jordanie, sur les autocollants ornant les vitres des voitures ou les coques de téléphones portables à son effigie.
En 2008 le roi Abdallah II de Jordanie est le premier chef d'État arabe à se rendre à Bagdad depuis la mise en place des nouvelles autorités, dominées par les chiites.
En 2014, Jordanie se joint à la coalition internationale contre l'État islamique lors de la seconde guerre civile irakienne, en mettant des moyens militaires à disposition de l'Irak, et menant une série de frappes aériennes notamment après l'exécution d'un de ses pilotes par le groupe djihadiste. En août 2017, La Jordanie et l'Irak annoncent la réouverture leur unique poste-frontière fermé depuis 2014, avoir sécurisé la route qui relie leurs deux capitales.
Le roi Adballah II se rend à nouveau en Irak en janvier 2019 pour améliorer la coopération économique et énergétique entre les deux pays. Les livraisons de pétrole d'Irak vers la Jordanie reprennent en septembre 2019 après avoir été interrompues par la seconde guerre civile en Irak. Les deux pays concluent un accord en vertu duquel l'Irak fournirait chaque jour 10 000 barils de pétrole par camion au royaume jordanien.
En avril 2021, à la suite d'un complot présumé contre le roi Abdallah II, le Premier ministre irakien Moustafa al-Kazimi affirme « se tenir aux côtés du royaume jordanien », dont il doit rencontrer le souverain prochainement à Bagdad.
Le roi Abdallah II se rend pour la troisième fois à Bagdad le 27 juin 2021, dans la cadre d'un sommet tripartite entre leurs l'Irak, la Jordanie, et l'Égypte, portant sur la coopération politique et économique, les investissements, et la lutte contre le terrorisme. Une alliance entre l’Égypte qui dispose de capacités militaires importantes, l’Irak qui possède des ressources pétrolières considérables et la Jordanie riche de son capital humain est prometteuse si ces pays capitalisent sur leur complémentarité. Plusieurs accords de coopération ont ainsi été signés dans les secteurs de l’énergie, de la santé et de l’éducation, alors que Bagdad a renouvelé son contrat d’approvisionnement pétrolier à l’Égypte de 12 millions de barils en 2021, et prévoit de construire un oléoduc visant à exporter 1 million de barils par jour de brut depuis la ville irakienne de Bassora vers le port jordanien de Aqaba.
Mais celle-ci est également motivée par des intérêts géopolitiques partagés par les trois pays : contrebalancer l’influence de l’Iran, de la Turquie et des monarchies pro-américaines du Golfe (principalement l'Arabie saoudite) dans les affaires régionales. En effet, ces trois pays ont en commun de vouloir regagner une influence régionale après avoir été mis à l'écart par la politique de Donald Trump au Moyen-Orient, ultra-favorable à Israël, à la Turquie (via l'OTAN et les relations amicales entre Trump et Erdogan) et aux monarchies du Golfe.
Abdel Fattah al Sissi, Moustafa al-Kazimi. et le roi Abdallah II se rencontrent de nouveau à Bagdad en août 2021 lors d'un sommet élargi au Moyen-Orient incluant la France, axé sur la sécurité et le développement économique régional.
En décembre 2022, Amman accueille la deuxième conférence internationale de Bagdad destinée à soutenir l'Irak et promouvoir le dialogue entre pays de la région. Le roi Abdallah II souligne dans une allocution « rôle pivot de l’Irak dans le maintien de la stabilité régionale ».

### Relations avec l'Égypte
La Jordanie et l'Égypte ont été à l'initiative des deux coalitions arabes engagées lors des guerres israélo-arabes de 1948-1949 et de 1967 (guerre des Six Jours). Mais cela n'empêche pas, jusqu'aux années 1960, les deux chefs d'État, le roi Hussein et Gamal Abdel Nasser, d'avoir des relations froides et médiantes en raison de positionnements idéologiques radicalement opposés. Pour Nasser, Hussein est le « valet régional » des Occidentaux en raison de sa politique favorable aux Britanniques qui ont installé son père au pouvoir, tandis que pour Hussein, Nasser est le principal responsable des crises politiques qui ont secoué l'Irak et le Levant en 1958. Cette année-là, inquiets par la diffusion du panarabisme qui menaçait leurs règnes, les rois Hussein et Fayçal unissent leurs pays au sein de la Fédération arabe d’Irak et de Jordanie, en réaction à la République arabe unie intégrant l'Égypte et la Syrie quelques semaines auparavant. Nasser, magnanime envoie un message de félicitation aux deux rois, bien que cette fédération pro-occidentale ait clairement été fondée en rivalité avec la RAU pro-soviétique. Mais ces deux fédérations se disloquent rapidement, et la Jordanie et l'Égypte sont redevenus des pays indépendants lorsqu'en janvier 1964, Hussein et Nasser se rencontrent au domicile du président égyptien à Héliopolis, amorçant un dégel de leurs relations. Après la reprise de leurs relations diplomatiques, les deux États signent un accord de coopération militaire en 1967, plaçant l'armée jordanienne sous commandement égyptien pour lancer une offensive contre Israël. Mais c'est finalement l'État hébreu qui frappe le premier le 5 juin et détruit les flottes aériennes de ses ennemis arabes lors de la guerre des Six Jours.

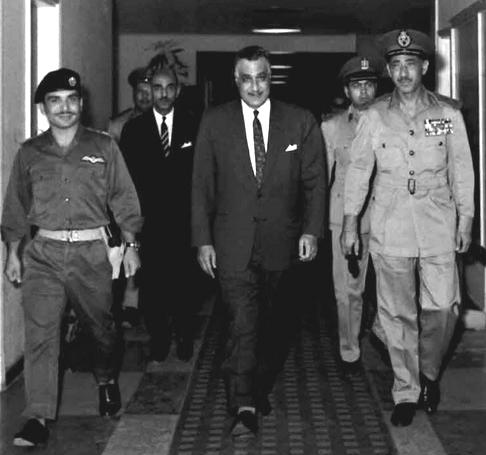
Le roi Hussein de Jordanie (à gauche), Nasser (au centre), et le maréchal égyptien Abdel Hakim Amer au quartier général égyptien avant la signature d'un pacte de d'assistance mutuelle le 30 mai 1967.

Paradoxalement, cette défaite aussi humiliante pour les deux États amputés de grandes parts de leurs territoires (Jérusalem Est pour la Jordanie, le Sinaï pour l'Égypte) est un facteur de rapprochement entre eux, pour au moins deux raisons. La principale est que, bien qu'ayant repris leurs relations diplomatiques depuis 1964, la Jordanie et l'Égypte sont engagées dans deux guerres civiles, la guerre du Dhofar (Oman) et la guerre du guerre civile du Yémen du Nord, dans lesquelles chacun soutient un camp opposé,. Or, l'anéantissement de leurs armées en juin 1967 leur enlève toute capacité de participer à des conflits extérieurs, supprimant une importante divergence entre eux. La deuxième raison est leur obligation de faire front commun sur la scène internationale pour obtenir par la diplomatie la rétrocession de leurs territoires perdus (n'ayant plus les moyens militaires suffisants), face à la position inflexible de la Syrie rejetant toute négociation avec l'État hébreu.
En 1973 toutefois (trois ans après la mort de Nasser), après avoir de reçu de nouvelles armes soviétiques, l'Égypte attaque Israël provoquant la guerre du Kippour, mais le roi Hussein refuse d'y participer, reconnaissant envers l'État hébreu de l'avoir soutenu pendant une tentative de coup d'État contre lui par l'OLP, connue comme « Septembre noir ». Après l'échec de l'offensive égyptienne, le président égyptien Anouar el-Sadate décide à son tour d'engager des pourparlers avec Israël, et participe aux accords de Camp David en 1978 pour lesquels le prix Nobel de la paix lui est décerné.
Un accord signé en 2002 fait de l’Égypte l'un des principaux fournisseurs de gaz de la Jordanie. En 2012, 250 millions de mètres cubes de gaz exportés par jour de l'Égypte vers la Jordanie, le gaz égyptien couvrant 80 % des besoins électriques de la Jordanie. Le roi Abdallah II était un proche du président égyptien Hosni Moubarak, avant son renversement lors de la révolution égyptienne de 2011.
Le roi Abdallah II rencontre les chefs d'État égyptien (Abdel Fattah al-Sissi) et irakien (Moustafa al-Kazimi) à Bagdad le 27 juin 2021, dans la cadre d'un sommet tripartite entre l'Irak, la Jordanie et l'Égypte, portant sur la coopération politique et économique, les investissements, et la lutte contre le terrorisme. Une alliance entre l’Égypte qui dispose de capacités militaires importantes, l’Irak qui possède des ressources pétrolières considérables et la Jordanie riche de son capital humain est prometteuse si ces pays capitalisent sur leur complémentarité. Mais celle-ci est également motivée par des intérêts géopolitiques partagés par les trois pays : contrebalancer l’influence de l’Iran, de la Turquie et des monarchies pro-américaines du Golfe (principalement l'Arabie saoudite) dans les affaires régionales. En effet, ces trois pays ont en commun de vouloir regagner une influence régionale après avoir été mis à l'écart par la politique de Donald Trump au Moyen-Orient, ultra-favorable à Israël, à la Turquie (via l'OTAN et les relations amicales entre Trump et Erdogan) et aux monarchies du Golfe.

### Relations avec la Syrie
La Jordanie et la Syrie partagent une frontière de 375 kilomètres, ainsi que des liens historiques et culturels forts, les deux pays ayant fait partie de l'Empire ottoman avant son démantèlement après la Première Guerre mondiale.
La Jordanie et la Syrie ont été parties prenantes aux deux coalitions arabes engagées contre Israël lors des guerres israélo-arabe de 1948-1949 et de 1967 (guerre des Six Jours).
En 1970, l'armée syrienne appuie une tentative de renversement de la monarchie jordanienne par l'Organisation de libération de la Palestine, qui échoue à la suite d'une intervention israélienne. À la suite de cet événement, la Jordanie refuse de participer à la guerre du Kippour en 1973 aux côtés de l'Égypte et de la Syrie, et prévient secrètement Israël des projets d'invasion de ces deux États.
Malgré ces tensions et divergences, les relations diplomatiques et commerciales se poursuivent pendant les décennies suivantes. Au début des années 2010, les échanges bilatéraux annuels entre la Jordanie et la Syrie étaient estimés à près d’un milliard de dollars avant le conflit syrien, alors que depuis l’invasion de l’Irak en 2003, la Syrie était devenue le principal partenaire commercial pour les Jordaniens.
En 2011, le printemps arabe dégénère en guerre civile en Syrie. La Jordanie est alors l'un des rares pays arabes à ne pas fermer son ambassade à Damas, tout en accueillant près de 650 000 réfugiés selon l'ONU, 1,4 million selon les autorités du royaume. En 2014, les relations diplomatiques entre la Jordanie et la Syrie se dégradent, et l'ambassadeur syrien est expulsé d'Amman. Mais parallèlement, la fermeture de la frontière syro-jordanienne affecte lourdement l'économie de certains villes du nord jordanien comme Irbid ou Ramtha, dont les exportations transitaient vers la Syrie pour atteindre l’Irak et du les pays du Golfe.
La Jordanie participe activement à la guerre contre l'État islamique en Syrie, en mettant ses moyens militaires à disposition et menant une série de frappes aériennes notamment après l'exécution d'un de ses pilotes par le groupe djihadiste. En octobre 2018, la Jordanie annonce la réouverture du principal point de passage entre les villes de Nassib (Syrie) et Jaber (Jordanie), fermé depuis trois ans pour des raisons sécuritaires. Mais la poursuite des combats côté syrien, notamment la bataille de Deraa empêche toute application durable de cette mesure, la Jordanie était obligé de garder cette frontière sous haute surveillance et de la refermer régulièrement, craignant pour sa sécurité. À partir de 2019, la pandémie de Covid-19 porte un nouveau coup d'arrêt aux échanges commerciaux internationaux, frappant du même coup les relations syro-jordaniennes.
En janvier 2021, l'arrivée de Joe Biden à la présidence américaine, qui affirme sa volonté de désengager son pays du Moyen-Orient, crée une opportunité, du point de la Jordanie qui est un proche allié des États-Unis, de convaincre la nouvelle administration américaine d'assouplir ses sanctions économiques contre le régime syrien. En juillet 2021, le roi Abdallah II se rend à Washington pour convaincre Joe Biden de ne pas appliquer les sanctions prévues par le Caesar Act sur la fourniture de gaz égyptien au Liban confronté à une grave crise énergétique, via la Jordanie et la Syrie ; le Président américain accepte cette requête. Au sortir de cette entrevue, le roi accorde une interview à CNN pour faire état de l’évolution de sa pensée : « Le régime syrien est là pour rester. Il vaut mieux faire avancer le dialogue de manière coordonnée que le laisser en l’état ».
En septembre, des délégations syriennes et libanaises se rencontrent à Amman, qui espère bénéficier d'une réintégration de la Syrie dans le commerce international pour reprendre les échanges économiques et commerciaux avec Damas, mais aussi pour envisager le retour des réfugiés syriens.
Du côté syrien, la reprise total du contrôle de la région rebelle de Deraa permet d'envisager la réouverture du poste-frontière syro-jordanien de Jaber-Nassib. Cette réouverture a finalement lieu le 29 septembre 2021, suivie par la levée des restrictions de déplacement en place dans le cadre de la lutte contre la pandémie du covid-19, et la reprise des vols directs entre Amman et Damas par la compagnie nationale jordanienne, Royal Jordanian.
Avec ces décisions, il apparaît que la Jordanie quitte cette ambiguïté imposée par crainte des sanctions américaines, déclarant ouvertement qu’après 10 ans de guerre civile en Syrie, personne n’a offert de solutions, et qu’il est temps de passer à autre chose. Mais c’est surtout le feu vert américain qui permet à la Jordanie d’envisager ces mesures, ce qui signifie que la décision jordanienne reste dépendante d’un possible revirement à Washington. Le 3 octobre, le roi Abdallah s’entretient officiellement par téléphone avec Bachar el-Assad, pour la première fois depuis le début de la guerre civile syrienne.
Début juillet 2023, le chef de la diplomatie jordanienne, Ayman Safadi se rend à Damas et rencontre son homologue syrien, Fayçal al-Meqdad, ainsi que le président syrien Bachar el-Assad. Les hommes d'état abordent la question des réfugiés de guerre et la répression de la contrebande de drogue à leurs frontières.

### Relations avec Israël
Les relations entre la Jordanie et Israël remontent à la création de l'État d'Israël en 1948, sur un territoire que la Transjordanie avait l'intention d'annexer après le départ des Britanniques. En 1948, la création de l'État d'Israël provoque la première guerre israélo-arabe, dans laquelle la Transjordanie, qui avait l'armée arabe la plus puissante de la région (la Légion arabe), est le principal contributeur de la coalition arabe engagée contre Israël.
En 1951, deux ans après la victoire israélienne débouchant sur les accords d'armistice israélo-arabes de 1949, l'émir Abdallah Ier de Jordanie qui entretenaient de longue date une correspondance avec les dirigeants sionistes, décide de rencontrer Reuven Shiloak, chef du Mossad dans la vieille ville de Jérusalem. Il est abattu quelques heures avant le rendez-vous par un jeune Palestinien. Le roi Hussein âgé de 8 ans en 1951, succède à son père, décide de concrétiser cette politique de rapprochement. Le monarque rencontre secrètement 1963 le diplomate israélien Yaakov Herzog, grâce à l’entremise de son médecin à Londres, Emmanuel Herbert, juif et sioniste.
En juin 1967, lors du lancement de l'offensive israélienne contre l'Égypte de Gamal Abdel Nasser, Tel-Aviv envoie un message à la monarchie jordanienne, annonçant mener des opérations défensives sur le front égyptien, et promet de ne pas attaquer le royaume s'il reste neutre. Mais le roi Hussein ne croit pas au caractère défensif de la manœuvre, alors que l'armée israélienne avait, le 13 novembre 1966, mené un raid dévastateur sur le village de Samu en Cisjordanie, alors qu’ils s’étaient engagés à ne pas attaquer le royaume. L'armée jordanienne prend part aux hostilités en attaquant la partie de Jérusalem contrôlée par Israël.

Ses déclarations ultérieures témoignent toutefois d’une implication hésitante, nourrie par la volonté de donner des gages à la population palestinienne qui vit en Jordanie. L'historien israélien Avi Shlaim, biographe du roi Hussein confirme dans une conférence en 2019 que des pourparlers de paix avaient été engagés entre la Jordanie et Israël dès 1963, mais le roi s'est engagé dans le conflit sous la pression de sa population. 

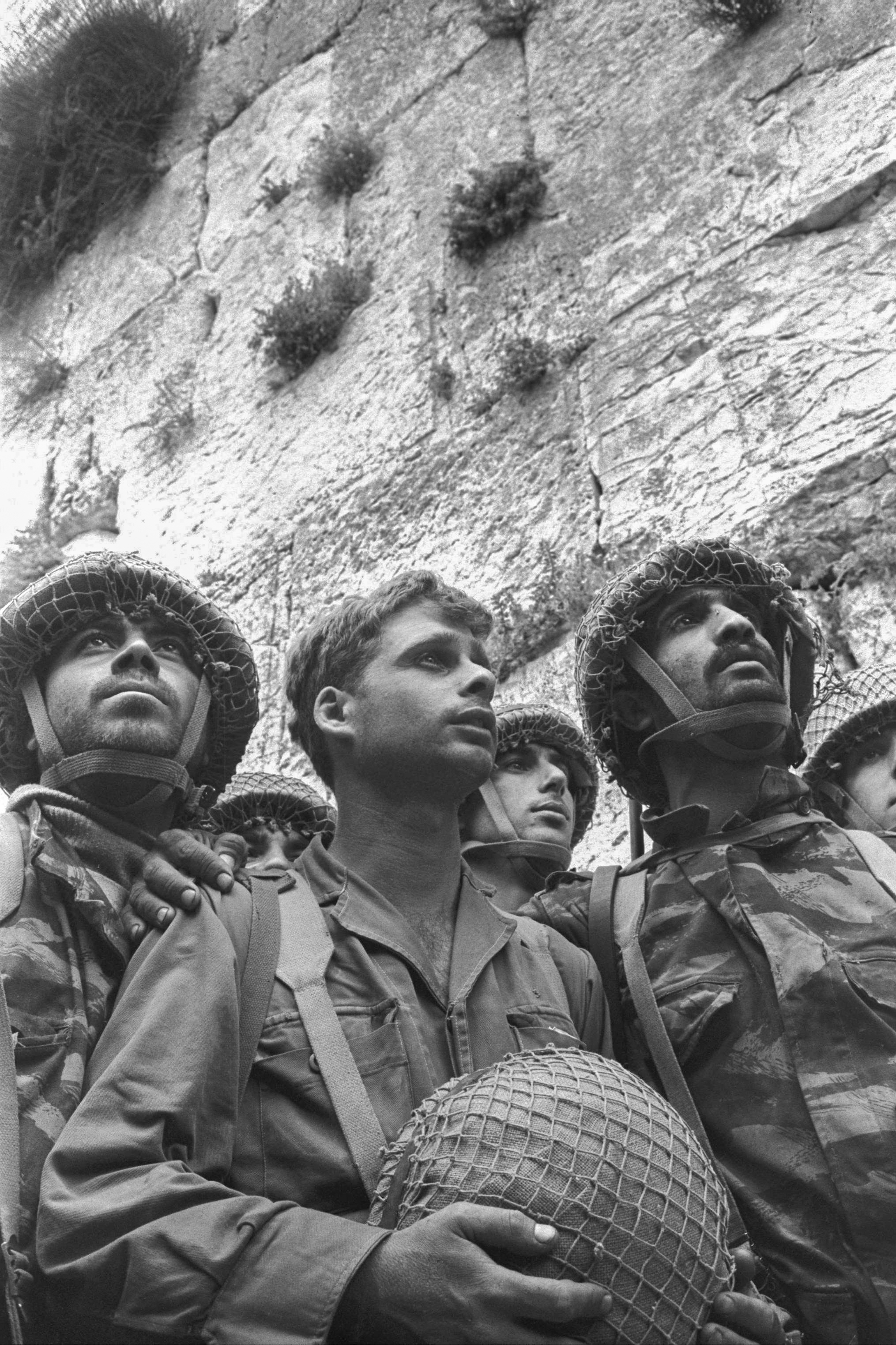
Célèbre photo de trois parachutistes israéliens devant le mur des Lamentations à Jérusalem lors de la guerre des Six Jours, par le photographe David Rubinger.

L'issue s'avère désastreuse pour les États arabes et en moins de six jours, Israël annexe la moitié du territoire jordanien dont la Vieille Ville de Jérusalem, ainsi que le plateau du Golan, et le Sinaï, faisant près de 17 000 morts dont 10 000 Égyptiens, 6 000 Jordaniens, et 700 Israéliens. La défaite arabe débouche sur une nouvelle alliance entre le roi Hussein et Nasser, cette fois sur une décision commune de recourir à la diplomatie pour récupérer les territoires occupés.

Ce tournant diplomatique profite à la monarchie jordanienne, à qui Israël apporte un soutien crucial lors d'une tentative de Coup d'État de l'Organisation de Libération de la Palestine en 1970 en Jordanie, soutenue par l'armée syrienne. À la demande de Henry Kissinger, conseiller du président américain Richard Nixon, Golda Meir envoie des troupes dans le Golan et des avions vers la Jordanie, forçant l'armée syrienne à revenir vers Damas sous la menace d'une attaque israélienne. Sans appui syrien, Yasser Arafat n'a plus la capacité de renverser la monarchie, et la tentative de Coup d'État connue comme "Septembre noir" est un échec. 

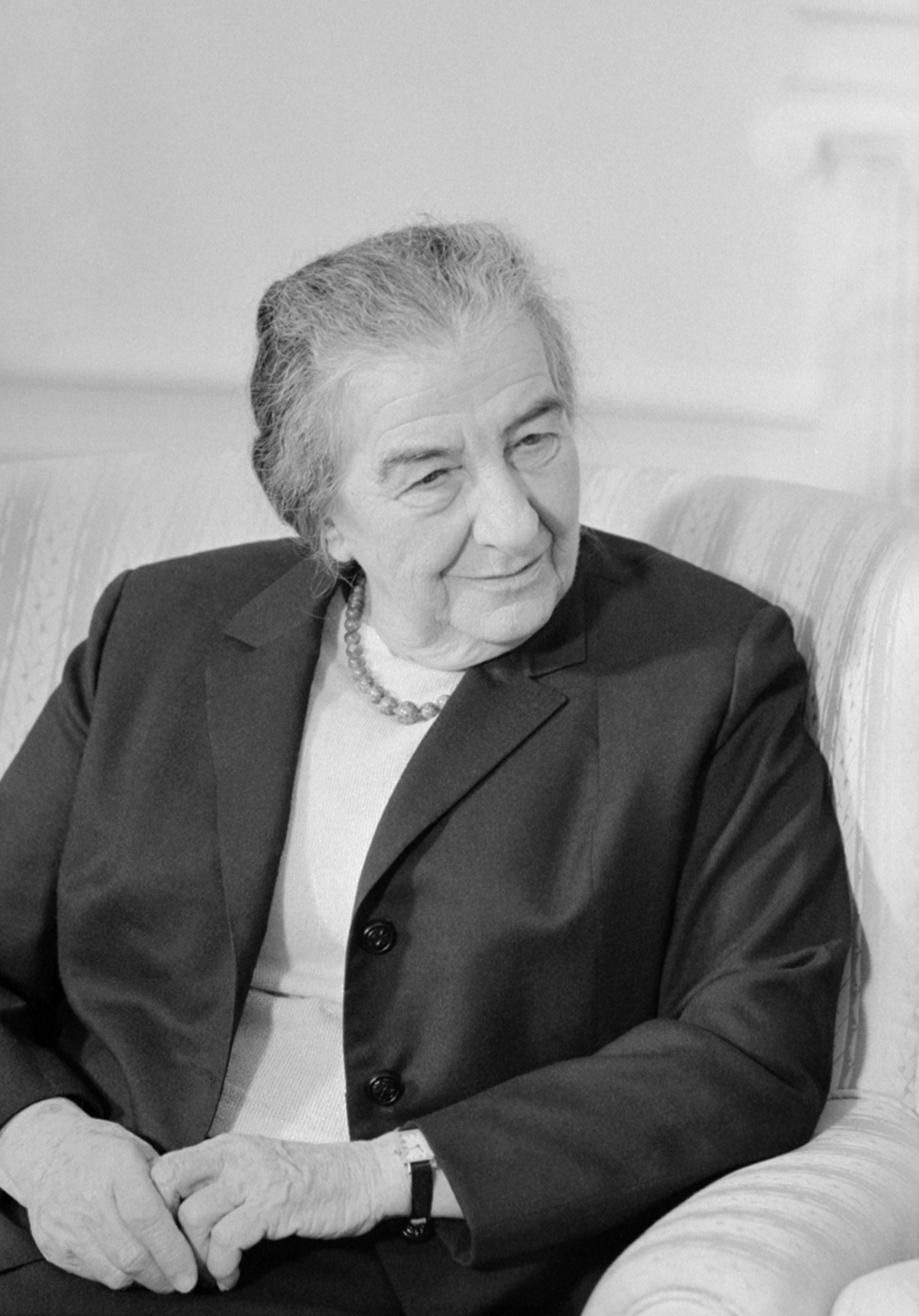
Golda Meir, Premier ministre d'Israël entre 1969 et 1974

Le roi Hussein paie sa dette le 25 septembre 1973 en prévenant Golda Meir alors Premier ministre d'Israël, des projets d'offensive de l'Égypte et de la Syrie. Ces mises en garde sont ignorées par l'armée israélienne qui ne constate rien d'anormal sur les lignes de front habituelles. La guerre israélo-arabe du Kippour déclenchée 11 jours plus tard prend l'armée israélienne au dépourvu, Golda Meir ayant pris la décision controversée de ne pas déclencher d'attaque préventive comme cela avait été le cas en 1967. Le conflit se termine au bout de 18 jours à la suite d'un cessez-le-feu imposé par l'ONU, sur une issue militairement indécise.
Les relations entre la Jordanie et Israël sont rompues en 1977 pendant les sept années du gouvernement de Menahem Begin, puis rétablies en 1984, avec le retour des travaillistes au pouvoir en Israël.
Le 26 octobre 1994, un an après les accords d'Oslo, le traité de paix israélo-jordanien est signé, avec l'ambition de régler des questions comme le tracé des frontières, la gestion des lieux saints à Jérusalem, les réfugiés palestiniens, et la lutte contre le terrorisme. Mais l’année suivante, Rabin est assassiné par un extrémiste juif, et le processus de paix s’enlise. Hussein meurt quelques années plus tard, en 1999, et son fils Abdallah II lui succède. 

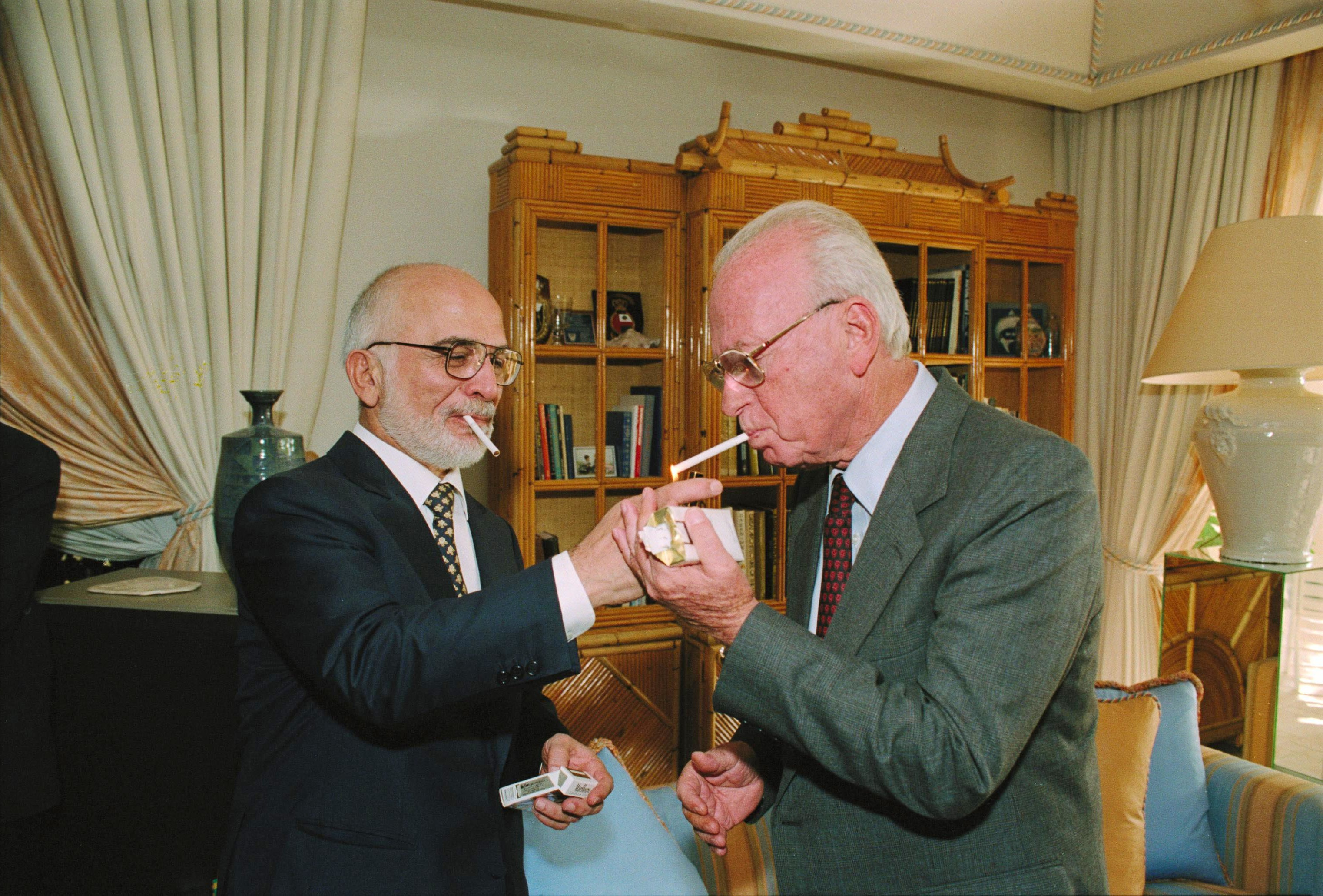
Le roi Hussein de Jordanie et le Premier ministre israélien Yitzhak Rabin après la signature du traité de paix israélo-jordanien, le 26 octobre 1994.

Les années 2000 et 2010 sont marquées par la seconde intifada et les guerres de Gaza en 2008-2009, 2012 et 2014, qui entravent les relations entre la Jordanie et Israël mais celles-ci restent structurellement solides.
En 2013, la Jordanie et Israël signent toutefois un accord destiné à sauver la mer Morte de l'assèchement par le creusement d'un canal la reliant à la mer Rouge (« canal de la Mer morte »), pour lequel un accord bilatéral est signé en février 2015 sur l'exécution du projet.
En septembre 2016, un contrat d’exportation de gaz israélien d’un montant de 10 milliards de dollars est signé avec la Jordanie. Cet accord d'une durée de 15 ans, porte sur une livraison de 300 000 millions de Btu (unités thermiques britanniques) par jour, issues de l'exploitation du gisement « Leviathan ». Il est néanmoins dénoncé comme fortement défavorable à la Jordanie, comportant notamment une clause conçue comme pour « dissuader et entraver le développement de sources gazières domestiques en Jordanie ».
En avril 2019, le ministre des Affaires étrangères de Jordanie Ayman Safadi rejette un appel de son homologue omanais à "apaiser les craintes d'Israël", déclarant : « Le problème n’est pas que les Arabes doivent donner des garanties (...), c’est qu’Israël doit faire ce qu’il faut pour la paix. Israël doit se retirer des terres arabes occupées depuis 1967 et permettre la création d’un État palestinien. ».
Entre décembre 2020 et mars 2021, les Ministres des Affaires étrangères israélien et jordanien Gaby Ashkenazi et Ayman Safadi se rencontrent à deux reprises sur le pont Allenby, un passage contrôlé par Israël et reliant la Cisjordanie à la Jordanie. Dans un contexte de rapprochement entre Israël et plusieurs pays arabes, Ayman Safadi met de nouveau en garde son homologue sur la nécessité de résoudre la question palestinienne sur la base de deux États, à laquelle des traités de paix ne peuvent se substituer. Les deux diplomates s'entretiennent également sur des questions relatives à l'eau, aux transports, à la réglementation des échanges commerciaux, aux exportations et au trafic frontalier.
Le début de l'année 2021 est également marqué par l'élection à la présidence des États-Unis du candidat démocrate Joe Biden, dont la position dans le conflit israélo-palestinien est plus équilibrée que son prédécesseur pro-israélien Donald Trump. Bénéficiant de cette détente dans ses relations avec les États-Unis, le gouvernement jordanien en profite pour s'affirmer face à Israël, et avertir averti l’État hébreu qu’elle ne se laissera plus marginaliser. Ce revirement politique jordanien s'illustre par plusieurs tensons illustrées par deux événements en mars 2021. En début du mois, alors qu'Israël décide de durcir l'accès à la mosquée al-Aqsa, à Jérusalem-Est administrée par le « Waqf de Jérusalem » qui dépend de la Jordanie, le prince héritier jordanien Hussein ben Abdallah annule sa visite en protestation. La semaine suivante, alors que Benyamin Netanyahu, en campagne pour les élections législatives israéliennes doit se rendre pour la première fois aux Émirats arabes unis depuis les accords de paix Abraham, la Jordanie l'oblige à annuler son voyage en lui interdisant de survoler son territoire. Le chef de la diplomatie jordanienne, Aymane Safadi se justifie en déclarant : « Vous reniez l’accord avec la Jordanie, vous créez les conditions pour rendre impossible la visite du site religieux lors d’une occasion sacrée, et vous vous attendez ensuite à venir en Jordanie et à voler dans son espace aérien ? Soyons sérieux ! ».
Un responsable jordanien déclare que « les relations avec Netanyahu (étaient) tendues depuis de nombreuses années », caractérisant la paix avec Israël comme une « paix froide » et que « jamais ses relations avec le Premier ministre israélien n’avaient été aussi mauvaises ».
Mais celles-ci s'améliorent en juin 2021, à la suite de la défaite de Benyamin Netanyahou lors des élections législatives anticipées de 2021, et son remplacement au poste de Premier ministre par Naftali Bennett, plus modéré sur la question palestinienne. Le mois suivant, celui-ci se rend à Amman où il est reçu par le roi Abdallah II, marquant la première rencontre entre des chefs d'État des deux pays depuis trois ans, durant laquelle Naftali Bennett aurait accepté de vendre au royaume plus d’eau que le quota de 55 millions de mètres cubes par an prévu par l’accord de paix bilatéral de 1994, alors que la Jordanie est en proie à la sécheresse. Le chef de la diplomatie israélienne Yaïr Lapid et son homologue jordanien Ayman Safadi conviennent de relever le plafond des exportations jordaniennes vers la Cisjordanie de 160 à 700 millions de dollars.
En janvier 2023, le roi Abdallah II de Jordanie reçoit le Premier ministre israélien Benjamin Netanyahu à Amman, marquant la première rencontre entre ces hommes d'État depuis 2018. Ces derniers échangent sur « la coopération stratégique, sécuritaire et économique entre Israël et la Jordanie, qui contribue au renforcement de la stabilité régionale », tandis que la roi de Jordanie appelle Israël à « arrêter la violence pour ouvrir la voie à un horizon politique pour le processus de paix ».
En avril 2024, alors que l'Iran lance un bombardement massif contre Israël, dans un contexte d’escalade militaire directe entre ces deux États, l'armée de l'air et la DCA jordaniennes abattent la quasi-totalité des missiles et drones iraniens survolant son territoire pour viser l'État hébreu. Téhéran réagit en menaçant Amman d'être également prise pour cible dans cette guerre si elle prend le parti de Tel-Aviv.

### Relations avec l'Arabie saoudite
Située au nord de la péninsule arabique, c'est avec l'Arabie saoudite que la Jordanie partage sa plus longue frontière longeant le royaume par le sud et l'est, de 744 km. Peu d'interaction ont néanmoins lieu de part et d'autre de cette frontière qui traverse une zone essentiellement désertique, sachant que la moitié de la population jordanienne vit à Amman, et l'essentiel de la population restante réside dans des villes situées au nord de la capitale comme Irbid et Zarka. Le bassin d’eau souterraine « Al-Dissi » est à cheval entre la Jordanie et l'Arabie saoudite, mais faute d’un véritable accord, chacun y puise sans mesure, pour ses projets agricoles ou ses besoins croissants en eau potable. Au moins 400 000 Jordaniens résident et travaillent en Arabie saoudite, et sont une source importante de devises étrangère pour Amman.
Après avoir tous deux fait partie de l'Empire ottoman, l'Histoire commune de la Jordanie et de l'Arabie saoudite se poursuit après le démantèlement de celui-ci après la Première Guerre mondiale. Avant d'être chassé par Abdelaziz ibn Saoud, le chérif de La Mecque Hussein ben Ali, père des futurs rois d'Irak Fayçal Ier et de Jordanie Abdallah Ier, prend la tête de la grande révolte arabe contre les Ottomans, appuyée par les Britanniques. Ainsi, la dynastie Hachémite, au pouvoir en Irak jusqu'à la révolution de 1958, et actuellement toujours au pouvoir en Jordanie, est d'origine saoudienne, gardienne des lieux saints de l'islam depuis le Xe siècle.
Après la Première Guerre mondiale, Abdallah Ier, récupère de l'émirat de Transjordanie, concédé par Londres en 1921. Ibn Saoud prend le pouvoir en Arabie saoudite, tout en lançant une politique expansionniste sur la péninsule arabique. Au début des années 1920, ce dernier multiplie les provocations à l’encontre du voisin transjordanien, mais ces dernière sont contenues par les forces britanniques qui garde cet émirat comme un protectorat. Ces rivalités et tensions entre les deux chefs d'État durent jusqu'à leurs décès respectifs en 1951 et en 1953. Les années suivantes, les royaumes tous deux favorables au bloc occidental pendant la guerre froide mettent peu à peu leurs différents de côté, et signent un premier accord de délimitation de leur frontière en 1965. Mais les relations jordano-saoudienne se tendent de nouveau lorsque Riyad soutient les fedayin palestiniens lors de septembre noir en 1970-1971, puis lors de la guerre du Golfe en 1990-1991, lors de laquelle Hussein II affiche son soutien à Saddam Hussein, alors que son homologue saoudien Fahd ben Abdelaziz Al Saoud est un pilier de la coalition militaire internationale engagée contre l'Irak.
En 1999, Abdallah II donne priorité à l'amélioration de ses relations avec Riyad, dont il a besoin pour comme investisseur dans l'économie jordanienne, et pour garder de bonnes relations avec Washington. En 2011, dans le contexte des printemps arabes, les deux familles royales se montrent solidaires l'une de l'autre face aux risques de soulèvements de leurs populations et de contestation de leurs pouvoirs. Cette solidarité est concrétisée par leur aide commune apporté à Bahreïn pour réprimer les révoltes qui secouent le petit royaume entre février et mars 2011.
Mais si les royaumes jordanien et saoudien gardent sur le temps long des relations plutôt cordiales et de coopération, celles-ci traversent par la suite de nouvelles périodes de tension
- En juin 2017, lors de la crise du Golfe provoquée par la tentative de mise au ban du Qatar par la Arabie saoudite, Amman refuse de participer à ce boycott, et reçoit même l'émir du Qatar Tamim ben Hamad Al-Thani en février 2020.
- En septembre 2017, le milliardaire jordanien Sabih Masri, proche conseiller du roi Abdallah II et investisseur essentiel dans l’économie jordanienne, est arrêté en Arabie saoudite, avant d'être relâché au bout de quelques semaines.
- Au printemps 2021, le demi-frère du roi Abdallah II, le prince Hamza, est arrêté et assigné à résidence, soupçonné d'avoir organisé une révolution de palais pour prendre le pouvoir. Riyad est soupçonné d'avoir appuyé cette tentative de putsch manqué en raison de la complicité présumée de Bassem Awadallah ancien ministre jordanien des Finances, devenu depuis lors proche conseiller de Mohamed Ben Salmane. Mais la famille régnante saoudienne nie toute implication, fait part de son soutien au roi Abdallah II, et affirme n'avoir aucun intérêt à le renverser.

En juin 2022, alors que la crise du Golfe a pris un an auparavant, le prince saoudien Mohamed Ben Salmane se rend à Amman lors q'une tournée diplomatique dans plusieurs pays arabes, marquant sa première visite en Jordanie depuis cinq ans. L'année suivante, en juin 2023, le mariage entre le prince héritier de Jordanie Hussein ben Abdallah et de l’architecte saoudienne Rajwa al-Saïf est analysé comme un possible facteur de rapprochement entre les deux royaumes. Si ce mariage n'a rien « d'arrangé » ou de politique, c’est néanmoins la première fois qu’une femme saoudienne est en mesure d’accéder, par alliance, au trône Jordanie. Mais l'importance de cet événement dans les relations jordano-saoudienne est à nuancer, dans la mesure ou la famille de Rajwa al-Saïf n'a qu'un lien de parenté lointain avec la famille régnante saoudienne, et intéresse peu Mohamed Ben Salmane, qui n'a d'ailleurs pas fait le déplacement pour le mariage.

### Relations avec l'Iran
Les relations irano-jordaniennes sous la dynastie Pahlavi en Iran sont cordiales, pro-occidentales et hostiles au communisme.
Le déclenchement de la révolution iranienne en 1979 et l'établissement ultérieur d'un régime islamique en Iran changent radicalement la relation du positif au négatif. La Jordanie, ainsi que la plupart des États arabes du golfe Persique, soutiennent immédiatement Saddam Hussein lors de la guerre Iran-Irak des années 1980. En raison du soutien de la Jordanie à l'Irak, même pendant la guerre du Golfe, il faut une décennie avant que l'Iran et la Jordanie normalisent leurs relations.
En septembre 2003, le roi Abdallah II de Jordanie se rend à Téhéran, faisant de lui le premier roi jordanien à visiter Téhéran depuis le lancement de la révolution islamique. Néanmoins, les relations entre les deux pays restent tendues, l'Iran considérant l'alliance de la Jordanie avec l'Occident comme une menace. Il y a peu de coopération économique entre les deux pays.
En août 2024, le ministre jordanien des Affaires étrangères Ayman Safadi (en) se rend à Téhéran dans le contexte de la guerre à Gaza depuis 2023, et du meurtre du chef du bureau politique du Hamas Ismaël Haniyeh à Téhéran le mois précédent. Face aux représailles attendues de « l’axe de la résistance », la Jordanie, qui abrite une importante population d’origine palestinienne, est dans une position délicate. Le royaume souhaite éviter d’être perçu comme collaborateur de l'État hébreu, mais veut à la fois préserver sa sécurité, qui dépend des États-Unis.

### Relations avec Oman
Dans les années 1970, le roi Hussein de Jordanie appuie le sultanat d'Oman pendant la guerre du Dhofar, où un contingent de 800 soldats jordaniens est envoyé. La proximité entre la Jordanie et Oman s'explique essentiellement par deux points communs :
- une structure du pouvoir monarchique, ayant subi une tentative de renversement dans les années 1970 (Septembre noir en Jordanie et la rébellion marxiste du Dhofar à Oman) ;
- un positionnement resté longtemps singulier dans le monde arabe sur le conflit israélo-palestininen, caractérisé par une certaine retenue et un dialogue avec toutes les parties prenantes.

En janvier 2020, le roi de Jordanie Abdallah II se rend à Mascate, capitale du Sultanat, pour présenter ses condoléances à la famille royale à la suite du décès du sultan Qabus ibn Saïd, à qui il rend hommage, le décrivant comme « un chef sage qui se consacrait à servir Oman et son peuple, à défendre les causes arabes et islamiques et à soutenir la Jordanie en toutes circonstances ».

### Relations avec le Qatar
En 2017, la Jordanie réduit ses relations avec le Qatar lors de la crise du Golfe, sans pour autant rompre ses relations avec l'Émirat contrairement à de nombreux pays arabes. Depuis lors, les relations entre les deux États se sont réchauffées.
En février 2020, l'émir du Qatar Tamim ben Hamad Al-Thani, se rend en Jordanie à l'invitation du roi Abdallah II, avec qui il s’entretient sur des questions de coopération économique et sécuritaires. L'émir promet la création de 10.000 emplois des Jordaniens au Qatar, ainsi qu'une aide de 30 millions de dollars à la caisse de retraite des militaires jordaniens.

## Relations avec les pays européens et occidentaux

### Relations avec les États-Unis
La Jordanie, État non-aligné pendant la guerre froide, se rapproche des États-Unis après l'effondrement du Bloc de l'Est, mais bénéficiait d'un important soutien américain dès 1951. Fort de sa situation stratégique, le royaume, situé entre Israël, la Syrie, l’Irak et l’Arabie saoudite, est un partenaire américain essentiel pour garantir la stabilité de la région et surtout dans la gestion du conflit israélo-palestinien.
Le 24 octobre 2000, la Jordanie signe un accord de libre-échange entre les États-Unis. Un an plus tard, Abdallah II exprime un soutien "sans réserve" aux États-Unis à la suite des attentats du 11 septembre 2001, remercié par le président Georges W Bush qui vante l'amitié et la coopération "forte et solide" entre les deux pays.

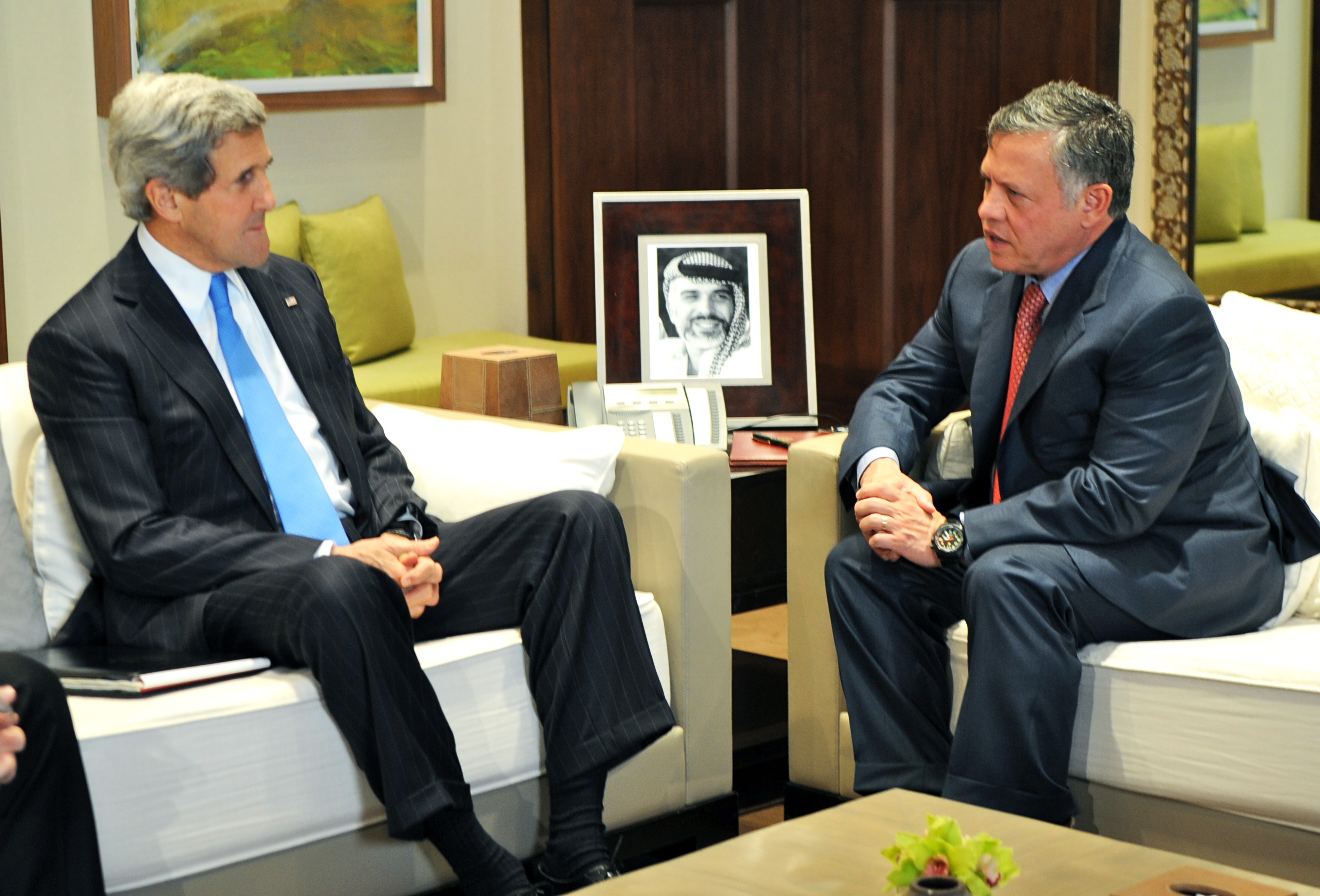
Rencontre entre le roi Abdallah II et le secrétaire d'État américain John Kerry

En mars 2003, la Jordanie est le premier pays arabe à expulser des diplomates irakiens, affichant ainsi son soutien à l'invasion américaine en Irak, et participe à la coalition internationale contre l'État islamique aux côtés des États-Unis en 2014.
En 2014, le président américain Barack Obama octroie à la Jordanie une aide financière d'un milliard de dollars par an, ainsi que des nouvelles garanties de prêt, dans le but de "renforcer les réformes politiques et économiques qui sont menées en Jordanie". La même année, le roi Abdallah II rencontre le secrétaire d'État américain John Kerry à Amman, avec qui il évoque "l'importance du rôle des États-Unis pour préparer les conditions propices à la relance des négociations de paix entre les Palestiniens et les Israéliens".
Les relations entre les deux États se tendent à la suite de l'élection de Donald Trump, dont le positionnement pro-israélien au détriment des Palestiniens préoccupe la Jordanie dont la moitié de la population est d’origine palestinienne. Le déménagement de l'ambassade américaine en Israël de Tel-Aviv à Jérusalem en mai 2018 provoque d'importantes manifestations en Jordanie, tandis que l'année suivante, le roi Abdallah II rejette l'accord de paix proposé par Donald Trump, fortement défavorable aux Palestiniens.
Le début de l'année 2021 est marqué par l'élection à la présidence des États-Unis du candidat démocrate Joe Biden, dont la position dans le conflit israélo-palestinien est plus équilibrée que son prédécesseur, ce qui permet une détente des relations entre les deux États. Alors que l’administration Trump appuyait la position israélienne sur la question des réfugiés palestiniens, du statut de Jérusalem et sur le plan d’annexion de la Cisjordanie, l’administration Biden revient aux positions traditionnelles américaines en soutenant la solution à deux États, et considère la Jordanie comme un partenaire.
En mars 2021, le Ministre jordanien des Affaires étrangères Ayman Safadi publie un accord passé avec les États-Unis qui favorise la liberté de mouvement des forces américaines, de leurs avions et de leurs véhicules sur le territoire du royaume. Le décret royal a été publié au Journal officiel déclare que « L'accord vise à encadrer la coopération dans le domaine de la défense et à renforcer le soutien des États-Unis aux programmes de défense et à la sécurité et la stabilité du royaume grâce à l'obtention de formations et d'équipements militaires. ». Le retrait américain d’Afghanistan leur permet de redéployer certaines de leurs troupes en Jordanie, ce qui leur permet de maintenir une présence au Moyen-Orient dans un pays plus sûr, et confère à Amman un poids stratégique plus important à l’échelle régionale. Principale source de soutien financier bilatéral, Washington fournit près de 1,5 milliard de dollars d’aide au royaume chaque année.
Le 19 juillet 2021, le roi Abdallah II se rend à Washington et rencontre le président américain Joe Biden, au pouvoir depuis six mois. Le président américain réaffirme son soutien au monarque jordanien, confronté à une tentative de coup d'État trois mois auparavant suspecté d'être appuyée par l'administration de l'ancien président américain Donald Trump, et annonce un don de 500 000 doses de vaccins à la Jordanie.
En novembre 2023, le secrétaire d'État des États-Unis Antony Blinken se rend en Jordanie pour tenter d'apaiser les tensions au Moyen-Orient après la reprise de la guerre à Gaza un mois plus tôt.

### Relations le Royaume-Uni

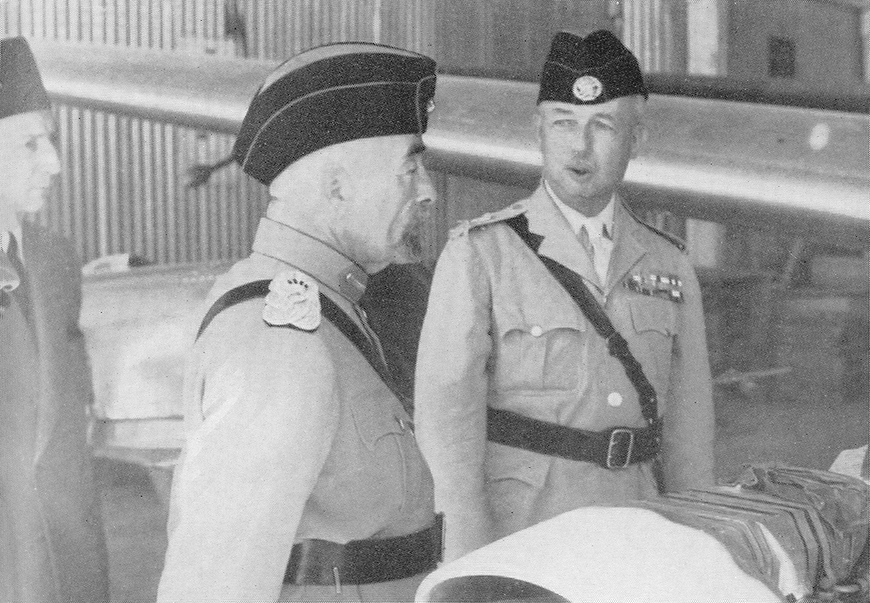
Le roi Abdallah Ier de Jordanie et l'officier britannique John Bagot Glubb, chef de la Légion arabe.

En 1920, à la suite du démantèlement de l'Empire ottoman par les vainqueurs de la première guerre mondiale, la Société des Nations attribue à l'issue de la guerre un mandat britannique sur la Mésopotamie, ainsi qu'un mandat britannique sur la Palestine (territoire situé à 70 % à l'est du Jourdain). En 1923, la « légion arabe » est constituée, avec à sa tête l'officier britannique, John Bagot Glubb aussi appelé « Glubb Pacha », qui garde son poste jusqu'en 1956. Il participe même à la guerre israélo-arabe de 1948-1949 à la tête de l'armée transjordanienne, contre l'État naissant d'Israël, au service au roi Abdallah Ier, sans lien avec le gouvernement britannique.
La Transjordanie soutient l'armée britannique dans tous ses combats au Proche-Orient pendant la Seconde Guerre mondiale. La légion arabe intervient notamment en 1941 en Irak, en Syrie et au Liban. À la suite de l'indépendance de la Jordanie en 1946, le roi Abdallah Ier décide de libérer son royaume de l'influence des Britanniques sans détériorer les relations entre les deux états, et laisse le Parlement élu désigner un gouvernement nationaliste arabe. Le 15 mars 1948, la Jordanie noue une alliance militaire avec la Grande-Bretagne incluant la mise à disposition de bases militaires et aériennes. Le Royaume-Uni propose à la Jordanie d'intégrer le Pacte de Bagdad, une alliance militaire fondée en 1955 regroupant l'Irak, la Turquie, le Pakistan, et le Royaume-Uni. Le roi Hussein décline cette proposition sous la pression du président égyptien Nasser, promoteur d'un « neutralisme positif » des pays arabes dans le contexte de guerre froide, et d'importantes manifestations en Jordanie contre cette adhésion.
En 1956, la Jordanie s'oppose à l'intervention franco-britannique pendant la crise du canal de Suez, infrastructure dont les deux puissances européennes tentent de reprendre le contrôle après sa nationalisation par Nasser. Cette intervention militaire appuyée par Israël est un succès, mais les troupes étrangères sont contraintes de se retirer à la suite de pressions diplomatiques exercées par les Etats-Unis et par l'Union Soviétique.
La Jordanie soutient l'invasion de l'Irak par des troupes anglo-américaines en 2003, et participe à la coalition internationale contre l'Etat islamique aux côtés du Royaume-Uni en 2014.

### Relations avec la France
Pendant la Seconde Guerre mondiale, la légion arabe combat les troupes françaises en Syrie contrôlées par le gouvernement de Vichy lors de la campagne de Syrie, tandis que des forces de la France libre se battent aux côtés de la Légion arabe.
En 1956, la Jordanie s'oppose à l'intervention franco-britannique pendant la crise du canal de Suez, infrastructure dont les deux puissances européennes tentent de reprendre le contrôle après sa nationalisation par Nasser. Cette intervention militaire appuyée par Israël est un succès, mais les troupes étrangères sont contraintes de se retirer à la suite de pressions diplomatiques exercées par les États-Unis et de l'Union Soviétique.
En 1999, le nouveau roi Abdallah II se rend en France où il rencontre le président Jacques Chirac et des représentants du patronat français, la France étant alors le premier investisseur étranger en Jordanie.
Le roi Abdallah II se rend à nouveau en France en 2008, à la rencontre du président Nicolas Sarkozy, une visite sur le thème de la coopération dans l'industrie nucléaire civile. La France et la Jordanie signent plusieurs accords sur l’extraction d’uranium dans le centre de la Jordanie, et la construction de la première centrale nucléaire du royaume prévue pour 2015. Deux ans plus tard, le premier ministre de Nicolas Sarkozy, François Fillon se rend à Amman où il défend l'idée d'un "partenariat global ambitieux" entre les deux États. Sept accords ont été signés dont deux dans le domaine nucléaire.
La Jordanie met des infrastructures militaires à disposition de la France engagée dans la coalition contre l'État islamique à partir de 2014. Six avions de combat français étaient stationnés en Jordanie en novembre 2014.
En janvier 2015, le roi Abdallah II condamne l'attentat contre Charlie Hebdo, présentant ses condoléances pour les victimes de l'attentat "lâche" ayant fait 12 morts, et appelle à intensifier la lutte mondiale contre le terrorisme lors d'un entretien avec le président François Hollande. Le couple royal participe à la marche républicaine du 11 janvier en hommage aux victimes des attentats de Charlie Hebdo.
Le roi Abdallah II participe également à l'hommage solennel rendu à Jacques Chirac dans l'église parisienne de Saint-Sulpice, à la suite de son décès en septembre 2019.
En septembre 2022, le roi Abdallah se rend de nouveau à Paris et s'entretient avec le président français Emmanuel Macron au palais de l'Élysée. En décembre, deux chefs d'État se rencontrent de nouveau lors de la deuxième « conférence de Bagdad » organisée à Amman, lors de laquelle Emmanuel Macron s'entretient également avec le prince héritier Hussein ben Abdallah.

### Relations avec l'OTAN
En juillet 2023, l'Organisation du traité de l'Atlantique nord annonce envisager d'ouvrir un bureau de liaison régional à Amman, en coordination avec le gouvernement jordanien. Pour la Jordanie, ce bureau serait une assurance de liens resserrés avec les États-Unis, l’un de ses principaux fournisseurs d’aide économique et militaire dans la région.

## Relations avec le continent africain

### Relations avec le Maroc
Les relations diplomatiques entre la Jordanie et le Maroc sont caractérisées par des affinités fortes, pour plusieurs raisons :
- Ces deux pays sont des monarchies, et leurs souverains, Abdallah II et Mohammed VI sont proches en âge, arrivés sur le trône la même année (1999) et entretiennent une amitié de longue date[80].
- Les deux souverains partagent la pratique de l’islam sunnite et leurs deux dynasties, hachémite et alaouite et revendiquent leur descendance du prophète de l'islam Mahomet[81].
- Les deux gouvernements se sont entraidés lorsqu'ils ont chacun subi une tentative de coup d'État au début des années 1970 (septembre noir en Jordanie en 1971, le coup d'État des aviateurs en 1972 au Maroc), et d'importants mouvements de contestation en 2011[80].
- Tous deux font partie des pays arabes à entretenir des relations diplomatiques avec Israël (le Maroc ayant normalisé ses relations en décembre 2020), tout en tenant un rôle essentiel de médiateur dans le conflit israélo-palestinien et de gérant des lieux saints musulmans à Jérusalem-Est[82].

Dans les vingt premières années de son règne, entre 1999 et 2019, le roi Abdallah II s'est rendu au Maroc à six reprises, tandis que Mohammed VI s'est rendu à Amman en mars 2012. Lors de sa dernière visite, celui-ci rencontre son homologue marocain, et les deux souverains publient un communiqué commun affirmant vouloir « hisser les relations de fraternité et de coopération entre le Maroc et la Jordanie au niveau d’un partenariat stratégique multidimensionnel ». En novembre 2020, la Jordanie annonce l'ouverture d'un consulat à Laâyoune, reconnaissance de fait le Sahara occidental comme territoire marocain.

### Relations avec le Libye
En avril 2014, dans le contexte de la deuxième guerre civile libyenne, l'ambassadeur jordanien en Libye Fawaz al-Aitan est kidnappé à Tripoli par des hommes armés, avant d'être libéré un mois plus tard en échange de l’extradition d'un djihadiste libyen détenu par les autorités jordaniennes.
En novembre 2019, la Jordanie est accusée d'avoir livré des armées et formé des troupes du maréchal Khalifa Haftar, en guerre contre Fayez el-Sarraj pour le contrôle de la Libye

### Relations avec l'Afrique de l'Ouest
En décembre 2017, le roi Abdallah II reçoit les présidents nigérian, guinéen, nigérien et malien, des rencontres axées sur la coopération sécuritaire et l'accroissement des échanges commerciaux, alors que les guerres civiles en Syrie et en Irak privent les exportateurs jordaniens de nombreuses opportunités. Les échanges commerciaux entre la Jordanie et le Nigeria étaient d'à peine 3 millions d'euros en 2016.